# Cilly (Film)
Cilly ist ein US-amerikanischer Musical-Film von John Francis Dillon aus dem Jahr 1929.

## Handlung
Cilly ist ein Waisenkind und erhielt ihren Namen von der Telefonzelle, in der sie als Baby gefunden wurde. Im Waisenhaus findet sie Vergnügen am Tanzen, übt seither und will Tänzerin werden. Sie arbeitet jedoch nicht als Tänzerin, sondern verdient sich als Kellnerin in verschiedenen Cafés ihr Geld. Der Aristokrat Blair Farquar verliebt sich in Cilly, ist jedoch bereits der wohlhabenden Mrs. Ten Brock versprochen.
As Cilly eines Tages den Anzug des Agenten Otis Hooper im Café mit Essen beschmutzt, wird sie entlassen. Pops Shendorff stellt sie daraufhin in seiner Bar Balkan Tavern an, wo sie für die Gäste tanzen darf. Cilly wird berühmt und Hooper, der sie aus früheren Café-Zeiten kennt, engagiert sie für Mrs. Ten Brocks Feier, als die bekannte russische Tänzerin Noskorova kurzfristig absagt. Sie wird zum umschwärmten Star des Abends, muss jedoch erkennen, dass ihre Geliebter Blair und die Gastgeberin Mrs. Ten Brock verlobt sind. Sie verlässt die Feier und taucht unter.
Otis Hooper findet sie einige Zeit später wieder und engagiert sie als eine seiner Follies für seine Tanzshow am Broadway. Bei der Premiere trifft sie schließlich wieder auf Blair, der ihr seine Liebe gesteht und sie kurz darauf heiratet.

## Hintergrund
Ursprünglich wurde der Film vollständig in Zweifarben-Technicolor aufgeführt, wohingegen der heute noch enthaltene Film schwarz-weiß und nur die Musik-Tanzszene mit dem Lied „Wild Rose“ in Farbe ist. Die Fragmente dieser Szene wurden in den 1990er Jahren gefunden und in den bis dahin vorhandenen Schwarzweißfilm geschnitten, der dann in dieser Funktion beim Fernsehsender Turner Classic Movies gezeigt wurde. Auf einer als Trailer gedachten und separat aufgenommenen Filmrolle der Vitaphone (Reel Nr. 3050) spricht Marilyn Miller über den Film. Der Film selbst befindet sich auf den Vitaphone-Produktionsrollen Nr. 3648 bis 3659.
Bei dem Film handelt es sich um ein Arrangement des gleichnamigen Broadway-Musicals von Florenz Ziegfeld Jr., in dem ebenfalls Marilyn Miller die Titelrolle spielte. Die Uraufführung fand am 21. Dezember 1920 im New Amsterdam Theatre in New York City statt und wurde 561 Mal aufgeführt. Die letzte Aufführung am Broadway fand am 22. April 1922 statt. Bei der Uraufführung gehörte Leon Errol als „Connie“ zum Ensemble, während Billie Dove zu den später auftretenden Mitwirkenden gehörte. Weitere Darsteller der Uraufführung waren Walter Catlett als „Otis“ sowie Alfred P. James in der Rolle des „Pops“. Die einzigen aus dem Broadway-Musical übernommenen Lieder im Film sind der Titelsong „Sally“, „Wild Rose“ sowie „Look for the Silver Lining“.
Der Film, zugleich Marilyn Millers erster Film, wurde bereits 1925 als Stummfilm gedreht, wobei hier Leon Errol mitwirkte. Im September 1928 erwarb Warner Bros. den Hauptanteil an der Filmproduktionsgesellschaft First National, wodurch ab diesem Zeitpunkt alle Filmproduktionen der First National unter der Kontrolle von Warner Bros. standen, obwohl beide Gesellschaften bis Mitte der 1930er-Jahre eigene Produktionen erstellten. Danach wurde oftmals der Markenname A Warner Bros.-First National Picture benutzt.
Der Film wurde auch in Deutschland gezeigt, z. B. Anfang Dezember 1930 in Gotha im eben erst auf Tonfilm umgerüsteten Kino „Weisse Wand“, ebenso im UFA-Palast Königstadt oder in den Kammerlichtspielen Zwönitz. Eine Besprechung erschien im Hamburger Fremdenblatt Nr. 102 vom 12. April 1930 auf S. 6.
Die Librettisten Jean Gilbert und Armin L. Robinson schrieben deutsche Texte auf die amerikanischen Melodien von Jerome Kern. Der Tonfilmschlager „Look for the Silver Lining“ wurde so zu “Rosen, die uns der Mai bringt”. Die Verleihfirma Defina ließ ihn auf eine kleine „Odeonette“-Grammophonplatte pressen, die nach der Vorstellung an die Besucher „Zur Erinnerung an den ersten Farben Tonfilm der First National“ verteilt wurde. Eine Aufnahme des Titels erschien, gespielt vom Orchester Vincent Lopez, mit englischem Refraingesang, auf dem deutschen “Kristall”-label.

## Auszeichnungen
Art Director Jack Okey war bei der Oscarverleihung im November 1930 zwar für den Oscar für das beste Szenenbild nominiert, unterlag aber Herman Rosse, der für den Film Der Jazzkönig ausgezeichnet wurde.